# Американская национальная зона радиомолчания
Американская национальная зона радиомолчания (англ. United States National Radio Quiet Zone, NRQZ) — обширная территория в США, в которой установлен режим радиомолчания. Радиопередачи в этой зоне жёстко ограничены, чтобы облегчить научные исследования и работу военной разведки.
Основой для создания национальной зоны радиомолчания были постановления Федеральной комиссии по связи (Document No. 11745 от 19 ноября 1958 года) и Межведомственного консультативного комитета по вопросам радиосвязи (Document 3867/2 от 26 марта 1958 года), их целью было снизить вредное воздействие на Национальную радиоастрономическую обсерваторию и радиоприёмные устройства для ВМС США в Шугар-Гроув (англ.).
Ограничения на радиоизлучение привлекают в зону людей, полагающих, что они страдают электромагнитной сверхчувствительностью.

## География
NRQZ — приблизительно прямоугольник, северная граница имеет длину 172,2 км, южная — 176,4 км, западная и восточная границы — по 194,6 км, площадь зоны — 34 000 км². Она лежит в границах Вирджинии и Западной Вирджинии, а также включает в себя полоску земли штата Мэриленд. Зона простирается по широте от 37° 30′ 0.4″ N до 39° 15′ 0.4″ (север) и по долготе от 78° 29′ 59.0″ до  80° 29′ 59.2″ (запад).

## Ограничения
Большинство радиопередатчиков в зоне обязаны работать с пониженной мощностью и использовать остронаправленные антенны. Использование передатчиков экстренных служб (пожарных, полиции и скорой помощи) должно быть скоординировано с обсерваторией Грин-Бэнк. Местное население вынуждено использовать кабельное и спутниковое телевидение. Самые строгие ограничения на использование радиопередатчиков — в радиусе 32 км от обсерватории Грин-Бэнк. Обсерватория активно отслеживает устройства, излучающие заметно большие количества электромагнитного излучения, такие как микроволновые печи, маршрутизаторы Wi-Fi и неисправное электрическое оборудование, и просит граждан прекратить их использование. Они не обладают законными правоприменительными полномочиями (хотя FCC может наложить штраф в размере 50 долларов США на нарушителей), но работают с жителями, чтобы найти решение. Использование сотовой связи в центре зоны также сильно ограничено.